# Stockholms arbetarekommun
Stockholms arbetarekommun, även Stockholms (socialdemokratiska) partidistrikt, är ett partidistrikt (och arbetarekommun) i Stockholms stad för Socialdemokratiska arbetarepartiet (SAP). Den bildades den 11 februari år 1900, med skomakaren Albert Forsell som första ordförande.

## Historia
Stockholms arbetarekommun bildades söndagen den 11 februari 1900 vid ett möte arrangerat av ett antal framsynta [källa?] socialdemokrater, i en lokal för Svenska slöjdföreningen vid Brunkebergstorg 15 (kvarteret är numera rivet) på Norrmalm. Med på mötet var bland andra Hjalmar Branting och August Palm. Skomakaren Albert Forsell från Västergötland blev arbetarekommunens första ordförande. Den var inte den första socialdemokratiska organisationen i staden, vilket visade sig i och med att 39 föreningar med nära 7 000 medlemmar anmälde sig för att ansluta direkt vid starten.
En milstolpe nåddes 1903 när metallarbetaren Ernst Blomberg blev den första socialdemokraten i Stockholms stadsfullmäktige. Detta under en tid då endast (välbeställda) män och få arbetare över huvud taget hade kommunal rösträtt. Ungefär halva Stockholms manliga befolkning saknade rösträtt.
1904 tog Sven Persson över som ordförande och Albert Forsell fortsatte som kassör. Forsell var kvar i den rollen fram till 1932.
1907 hade arbetarekommunen 30 327 medlemmar, men 1911 hade det minskats till 13 040 medlemmar på grund av Storstrejken 1909. Strejken drabbade fackligt aktiva arbetare hårt, då många svartlistades av arbetsgivarna som hämnd. Tusentals arbetare var därför tvungna att emigrera för att ha möjlighet att försörja sig. Det dröjde till 1925 för arbetarekommunen att nå upp till 1907 års medlemsantal.
1909 blev Amanda Frösell första kvinnliga ledamot i arbetarekommunens styrelse. 1910 valdes socialdemokraten Gertrud Månsson in i Stockholms stadsfullmäktige, vilket innebar att hon blev Sveriges första kvinnliga fullmäktigeledamot.
Den 8 februari 1914 anordnade Stockholms arbetarekommun "Arbetartåget", ett demonstrationståg med ungefär 50 000 deltagare, som var ett svar på det konservativa "Bondetåget" och kung Gustaf V:s borggårdstal två dagar tidigare. Arbetartågets syfte var att försvara parlamentarismen (och demokratin) i Sverige genom att visa sitt stöd för den liberale/frisinnade statsministern Karl Staaffs regering, trots att det socialdemokratiska partiet var i opposition. Parollen för tåget var "Folkets vilja skall ensam bestämma i Sveriges land!"
1920 bildades den första socialdemokratiska enpartiregeringen under Hjalmar Branting. Samtidigt uppnådde Socialdemokraterna för första gången egen majoritet i Stockholms stadsfullmäktige och fick sina första borgarråd, Wictor Karlsson, Oscar Larsson och Harry Sandberg.

## Ordförande i urval
- Albert Forsell (1900–1904)
- Sven Persson (1904–1909)
- Gustaf Wahl (1911–1913)
- Fredrik Ström (1913–1914)
- Per Albin Hansson (1914–1916)
- Gottfrid Björklund (1916–1920)
- Hjalmar Gustafson (1920–1921)
- Per Albin Hansson (1921–1927)
- Erik Andersson (1927–1929)
- Zeth Höglund (1929–1941)
- Valter Åman (1941–1945)
- Torsten Nilsson (1945–1975)
- Sten Andersson (1975–1990)
- Oskar Lindkvist (1990–1993)
- Mats Hulth (1993–1998)
- Lena Nyberg (1999–2001)
- Bo Ringholm (2001–2009)
- Veronica Palm (2009–2016)
- Anders Ygeman (2016–)